# Transferencia de población en el Imperio Otomano
La transferencia de población en el Imperio Otomano fue una política común utilizada por el gobierno otomano. Después de la guerra ruso-turca (1878), la importancia de la identidad religiosa y étnica aumentó hasta el período 1913-1918, cuando el objetivo principal de las transferencias de población era la reestructuración étnica de Anatolia por parte de la élite gobernante nacionalista turca. El trabajo sobre las transferencias de población otomana comienza con los estudios de Ömer Lütfi Barkan sobre los evasores otomanos en la década de 1940.

## Historia
El Imperio Otomano colonizó territorios recién conquistados mediante deportación (sürgün) y reasentamiento, a menudo para poblar tierras vacías y establecer asentamientos en lugares logísticamente útiles. El término sürgün lo conocemos por documentos otomanos y proviene del verbo sürmek (desplazar). Este tipo de reasentamiento tenía como objetivo principal apoyar la gobernanza diaria del Imperio, pero a veces las transferencias de población tenían intereses étnicas o políticas. Los muhacir turcos y musulmanes fueron reasentados entre poblaciones consideradas hostiles al Imperio, y los cristianos fueron desplazados intencionalmente si se los consideraba una amenaza para la seguridad de los territorios recién conquistados.

### Conquista
A medida que el Imperio Otomano se expandió, su gobierno trasladó a la gente de Anatolia a los Balcanes para fortalecer su dominio sobre nuevos territorios, y también trasladó a la gente del territorio conquistado a Estambul.
Durante el reinado de Mehmet I, los tártaros y turcomanos fueron trasladados a los Balcanes para asegurar las zonas fronterizas con la Europa cristiana. Los cristianos conquistados fueron trasladados a Anatolia y Tracia. Estos traslados de población continuaron durante los reinados de Murad II y Mehmet II.Después de la conquista de Salónica por Murad II, los musulmanes fueron reubicados involuntariamente en Salónica, en su mayoría desde Anatolia y Yenice-i Vardar.Mehmed el Conquistador reasentó no sólo a musulmanes, sino también a cristianos y judíos, en sus esfuerzos por repoblar la ciudad de Constantinopla tras su conquista en 1453.
Según el decreto de deportación emitido en la recién conquistada Chipre el 24 de septiembre de 1572, una familia de cada diez en las provincias de Anatolia, Rum (Sivas), Karaman y Zülkadriye debía ser enviada a Chipre. Estos deportados eran artesanos o campesinos. A cambio del traslado estarían exentos de impuestos durante dos años.

### Historia otomana tardía
En el siglo XIX, las tierras otomanas se convirtieron en un refugio seguro para los refugiados musulmanes (Muhayir) del Cáucaso y los Balcanes.
Los otomanos habían gobernado los Balcanes durante casi cuatro siglos cuando Rusia desafió su hegemonía. A principios del siglo XIX, los primeros signos de declive del poder otomano se podían ver en las luchas por la independencia de la Revolución Serbia y la Revolución Griega de 1821. Después de la derrota otomana en la guerra ruso-turca (1878), la influencia otomana disminuyó considerablemente en los Balcanes. A raíz de esta calamidad y de las guerras de los Balcanes de 1912-1913, más de un millón de musulmanes fueron desplazados.
El primer traslado de población autorizado tuvo lugar en 1865. Alrededor de 40.000 chechenos, Cabardinos, osetios y otros musulmanes del norte del Cáucaso se trasladaron del óblast ruso de Terek al Imperio Otomano.
Los estados balcánicos recién creados buscaban crear estados étnicamente homogéneos: los acuerdos mutuos de intercambio de población con el gobernante en Turquía, Unidad y Progreso, se consideraban la mejor herramienta para esta ingeniería demográfica. El partido gobernante en Turquía también utilizó una combinación de servicio militar obligatorio y reasentamiento como parte de su estrategia, reasentando a los muhacir musulmanes de los Balcanes en ciudades fronterizas para aumentar la población musulmana en áreas que tenían mayorías históricas no musulmanas.
El ascenso de los nacionalismo rivales entre 1876 y 1926 preparó el escenario para estas transferencias de población. La xenofobia otomana fue alimentada por un sentimiento nacionalista y anticolonial cada vez más profundo a principios del siglo XX. A los literatos otomanos les molestaban las humillantes capitulaciones que impedían la salud económica del imperio. Los movimientos nacionalistas separatistas surgieron de las comunidades no musulmanas del Imperio Otomano quienes, como principales beneficiarios de las capitulaciones y reformas constitucionales, enfrentaron la hostilidad y el resentimiento de las facciones antiimperialistas.